# Christine Anderson
Christine Margarete Anderson é uma política alemã que está a servir, pelo partido Alternativa para a Alemanha, como membro do Parlamento Europeu.
Nascida em Eschwege, Anderson tem três filhos e mora em Limburg an der Lahn.